# Tour aux Puces
La tour aux Puces est un édifice fortifié du XIIe siècle (ancien donjon du château féodal), qui se dresse sur la commune française de Thionville en Moselle. Elle abrite de nos jours le musée municipal de la ville.

## Nom de l'édifice
L'appellation « tour aux puces » est une mauvaise traduction française du francique Pëtztuurm, qui veut dire « tour au puits ».
En 1295, cette tour est mentionnée en tant que tour de Mirabel ou tour de Meilbourg. Mirabel est un autre nom pour Meilbourg qui apparait particulièrement dans des documents messins. 
Cet édifice a été également appelé tour de Thion, c'est ainsi que le peuple appelait cette tour au XIXe siècle.

## Historique
La tour aux Puces est l'ancien donjon du château des comtes puis des ducs du Luxembourg qui occupe l'emplacement d'un palatium carolingien cité au milieu du VIIIe siècle et détruit au Xe siècle.
La tour aux Puces est le plus ancien monument de Thionville. Sa construction est estimée aux alentours des XIe et XIIe siècles. Après avoir été rénovée, la tour abrite aujourd'hui le musée municipal de Thionville.
La tour aux Puces est un cadeau des comtes luxembourgeois. On peut encore voir du côté nord-est les fondations de sa première construction, qui date de l'an 1100 environ. Elle a été en partie démolie, puis reconstruite à l'aide de pierres issues de décombres d'autres maisons. C'est pourquoi sa structure présente une apparence contemporaine.
Du côté nord, les empreintes d'un toit sont encore inscrites dans la pierre : la tour aux Puces était accolée à une autre maison avant la Première Guerre mondiale. On peut donc supposer qu'elle a été reconstruite avant ou pendant la guerre franco-prussienne.
Ancien donjon, la tour à quatorze côtés repose sur une fondation circulaire de 2,5 à 3 mètres de hauteur dans laquelle beaucoup d’auteurs ont voulu voir les restes d’une chapelle carolingienne (emplacement d’un ancien domaine carolingien), mais qui semble plutôt contemporaine de l’élévation polygonale. La tour serait en fait le donjon d’un château fort (correspondant au périmètre de l’actuelle Cour du château érigé, d’après l’analyse architecturale, aux XIe ou XIIe siècle, avec des blocs d’origines diverses dont plusieurs réemplois d’édifices antérieurs (Carolingiens). Si le gros-œuvre est en grande partie d’origine, l’essentiel des percements est postérieur et il ne reste aucune trace des dispositions intérieures primitives si ce n’est des corbeaux dans la cour témoignant d’un ancien étage disparu.
En 1292, la tour devient le siège de la prévôté et le demeure jusqu’au milieu du XVIe siècle. À la fin du XIVe siècle ou au début du XVe siècle, grande campagne de travaux, tant à l’extérieur (percements, ajout de bâtiments annexes) qu’à l’intérieur (grand mur de refend intérieur, cheminée de la salle 7 aux armes de Jean IV de Raville), réduit sous l’escalier, cheminée au 2e niveau de la cour qui n’existait donc pas encore…).
À la suite des travaux de remparage effectués par les Espagnols entre 1542 et 1558 en bordure de la Moselle, la tour est intégrée au domaine militaire et réaménagée dans la seconde moitié du siècle : percements et modification des aménagements intérieurs. En 1583, comme le stipule une inscription, est effectué le voûtement des pièces du rez-de-chaussée. Celui des pièces entresolées et des deux pièces du 1er étage est apparemment de la même époque (cf. les armoiries de Wirich de Créhange sur la clef de voûte de la salle 5). L’escalier en vis vers le 2e étage serait du XVIe siècle ainsi que les deux colonnes du 2e étage. Ces dernières étant destinées à soutenir des pièces d’une charpente à faîte central, on peut en déduire que la toiture polygonale à forte pente d’origine n’existait déjà plus à cette date. L’aménagement de la cour (visible sur les plans du XVIIIe siècle) pourrait aussi remonter à cette période de grand bouleversement des volumes. Aux XVe et XVIe siècles, modifications de détails, telles que des reprises de percements.
L’essentiel des projets de 1733 pour la transformation en prison militaire ne semble pas avoir été réalisé. La tour qui reste propriété du Génie tout au long du XIXe siècle est restaurée sous l'annexion allemande. En 1880, la couverture de la tour est refaite, en zinc côté Moselle, en tuiles sur la cour. En 1903, les travaux de démolition des fortifications mettent en valeur la tour en la dégageant de toutes ses constructions annexes. En 1904, la ville décide d’en faire un musée et elle est à nouveau restaurée avec construction de la terrasse et adjonction de créneaux du côté de la rivière. Les bombardements américains, au cours de la Seconde Guerre mondiale, lui ayant causé d’importantes dégradations, elle est une nouvelle fois restaurée pour la réouverture du musée en 1966.

### Légendes
Une légende dit qu'il y avait une pièce secrète qui n'a jamais été retrouvée. Au milieu du XIe siècle, une clé disparut et ne fut jamais retrouvée, mais un garde disait avoir vu les voleurs et estimait que les malfaiteurs étaient partis à Lemestroff.
Une autre légende dit qu'une erreur de relecture ou de traduction du Luxembourgeois au Français a donné son nom à la tour, qui a longtemps fait travailler l'imagination des habitants des alentours de Thionville. Une princesse (dont le nom n'a jamais été su) aurait eu seulement quatorze ans lorsqu'elle fut emprisonnée dans le cachot, et fut dévorée par des milliers de puces féroces. Les seules choses restées intactes seraient les cheveux et les dents de la princesse, qui furent conservés par le musée de la tour aux puces.

## Protection
La tour aux Puces (ancien donjon) datée du XIIe siècle, aujourd'hui musée, fait l'objet d'une inscription au titre des monuments historiques par arrêté du 11 mai 1932,.

## Collections du musée
Le musée présente l'histoire de Thionville et de sa région au travers de ses collections allant de la Préhistoire à la Renaissance grâce à huit salles thématiques.